# Sonic Rush
Sonic Rush (ソニック ラッシュ Sonikku Rashu) is een platformspel uit de Sonic the Hedgehog-franchise. Het spel is ontwikkeld door Dimps in samenwerking met Sonic Team, en uitgegeven door Sega voor de Nintendo DS.

## Achtergrond
Sonic Rush is een traditioneel 2D-platformspel gelijk aan de originele 8/16-bit-spellen en de Game Boy Advance-titels. Graphics van de personages zijn echter volledig polygonaal in plaats van sprites zoals in voorgaande Sonic-spellen. Tijdens de eindbaasgevechten wordt een 3D perspectief gebruikt.
Sonic Rush is de opvolger van de Sonic Advance-serie, en werd zelf opgevolgd door Sonic Rush Adventure.

## Verhaal
Blaze the Cat landt in Sonic the Hedgehogs wereld, en haar Sol Emerald wordt gestolen door Dr. Eggman. Terwijl ze probeert haar Emerald terug te krijgen, krijgt Sonic het aan de stok met een Eggman look-alike genaamd Eggman Nega.
Blaze ontmoet Cream the Rabbit en Tails. Tails ontdekt dat Blazes wereld en Sonics wereld aan het fuseren zijn. Eggman Nega is afkomstig uit Blazes wereld, en werkt samen met Dr. Eggman om zowel de Chaosdiamanten als de Sol Emeralds te bemachtigen.
Blaze en Sonic moeten samenwerken tegen de Eggmans om hun werelden te herstellen.

## Personages
Sonic en Blaze zijn de enige bespeelbare personages in het spel. Blaze kan zweven en kan vuur oproepen dat echter puur ter decoratie dient. Beide personages volgen een eigen verhaallijn tot aan het laatste level, waarin ze samen moeten werken.
Tails en Cream the Rabbit worden gezien in de tussenstukjes, en aan de zijlijn tijdens de eindbaasgevechten. Tails hoort bij Sonic, en Cream bij Blaze. Knuckles the Echidna, Vanilla en Amy Rose hebben allemaal cameo’s in het spel.
Dr. Eggman en Dr. Eggman Nega zijn de antagonisten uit het spel.

## Gameplay
Sonic Rush bouwt verder op het systeem gebruikt in Sonic Advance 2. Zo voegt het spel een puntencombosysteem toe aan de scoretelling. Ook heeft ieder personage in het spel een aparte balk die volloopt naarmate de speler meer vecht, en de speler een speciale aanval geeft als hij vol is.
De speciale levels in Sonic Rush zijn vergelijkbaar met Sonic the Hedgehog 2. De speler rent in deze levels door een half-pipe en probeert zo veel mogelijk ringen te pakken. Sonic kan in deze levels niet springen. Besturing verloopt in dit level via de touchscreen.
Aan het eind van elk level worden spelers beoordeeld op hun score, en krijgen een letter die hun niveau aangeeft. De letters zijn C, B, A, of S (de hoogste). De vier parameters waar een speler op wordt beoordeeld zijn de tijdscore, de trick bonus, de ring bonus en snelheid.

## Muziek
De muziek in het spel is uniek voor de Sonic-serie, en bevat meer funk- en hiphop-invloeden.
De soundtrack is gecomponeerd door Sega-componist Hideki Naganuma.

## Reacties
Reviews van critici en fans waren over het algemeen positief. Alleen de eindbaasgevechten waren onderwerp van kritiek.

## Ontvangst
| Beoordeeld door          | Datum             | Score |
| ------------------------ | ----------------- | ----- |
| Game Over Online         | 28 december 2005  | 90%   |
| Deaf Gamers              | 2005              | 85%   |
| Press Start Online       | 4 december 2005   | 85%   |
| DreamStation.cc          | 28 december 2005  | 85%   |
| Game Freaks 365          | 2005              | 80%   |
| SEGA-Mag (Objectif-SEGA) | 18 maart 2009     | 80%   |
| Retro Gamer              | december 2005     | 80%   |
| GameSpy                  | 15 november 2005  | 70%   |
| Lawrence                 | 12 oktober 2007   | 68%   |
| Gaming Target            | 26 september 2008 | 66%   |